# Kauč
Kauč je dio namještaja i podrazumijeva moderan krevet s naslonima koji može služiti i za sjedenje. Koristi se u kućama, stanovima, hotelima i u poslovnim zgradama (u svečanim prostorijama).
Riječ kauč je engleskoga podrijetla (couch) i znači: postelja ili ležaj.
Suvremeni kauči proizvode se od drvene osnove s metalnim mehanizmom tako da se po potrebi mogu sklapati ili rasklapati. Koriste za spavanje, ležanje ili sjedenje. Ranije su ih izrađivali tapecireri ili tapetari (zanatlije), ručno tako da su mogli predstavljati prava i vrijedna umjetnička djela (naročito kada su bili obloženi skupom i kvalitetnom kožom). U novije vrijeme proizvode se industrijski u velikim serijama ili ih proizvode (po narudžbi) tapecireri od polugotovih materijala. Drvena i metalna osnova se oblažu spužvom i vibrirajućim oprugama, a zatim presvlače platnom, kožom ili skajem.

## Vrste kauča
Suvremeni kauči se izrađuju u raznim veličinama i oblicima, pa mogu biti:
- fotelja-kauč ili jednosjed – fotelja od koje se nakon razvlačenja (obaranja naslona) dobiva ležaj za jednu osobu,
- dvosjed – kauč koji u sklopljenom položaju služi za sjedenje dviju osoba, a nakon rasklapanja na njemu mogu ležati dvije osobe,
- trosjed – vrsta kauča većih dimenzija na kojemu u sklopljenom položaju mogu sjediti tri osobe, a u rasklopljenom položaju mogu spavati 2 – 3 osobe,
- kutna garnitura – vrsta kauča gdje su ukomponirana dva dvosjeda pod kutom (ili dvosjed i jednosjed) tako da se na njima može sjediti, a po potrebi se razmještaju i rasklapaju kako bi se dobila dva ležaja.